# Kreis Aigle
| Kreis Aigle           | Kreis Aigle         |
| Basisdaten            | Basisdaten          |
| --------------------- | ------------------- |
| Staat:                | Schweiz             |
| Kanton:               | Waadt (VD)          |
| Bezirk:               | Aigle               |
| Hauptort:             | Aigle               |
| Fläche:               | 69,18 km²           |
| Einwohner:            | 16'696 (31.12.2023) |
| Bevölkerungsdichte:   | 241 Einw. pro km²   |
| Aufgehoben am:        | 31. Dezember 2006   |
| Karte                 |                     |
| Karte von Kreis Aigle |                     |

Der Kreis Aigle (französisch Cercle d’Aigle) war bis zum 31. August 2006 eine Verwaltungseinheit des Bezirks Aigle im Kanton Waadt in der Schweiz. Sitz des Kreisamtes war Aigle.
Der Kreis umfasste vier Gemeinden und war 69,18 km² gross. Die Gemeinden des ehemaligen Kreises zählten Ende 2023 16'696 Einwohner.
| Wappen     | Name der Gemeinde | Einwohner (31. Dezember 2023) | Fläche in km² | Einw. pro km² |
| ---------- | ----------------- | ----------------------------- | ------------- | ------------- |
| Aigle      | Aigle             | 11'412                        | 16,41         | 695           |
| Corbeyrier | Corbeyrier        | 464                           | 22,00         | 21            |
| Leysin     | Leysin            | 3'715                         | 18,57         | 200           |
| Yvorne     | Yvorne            | 1'105                         | 12,20         | 91            |
| Total (4)  | Total (4)         | 16'696                        | 69,18         | 241           |